# Markus Podzimek

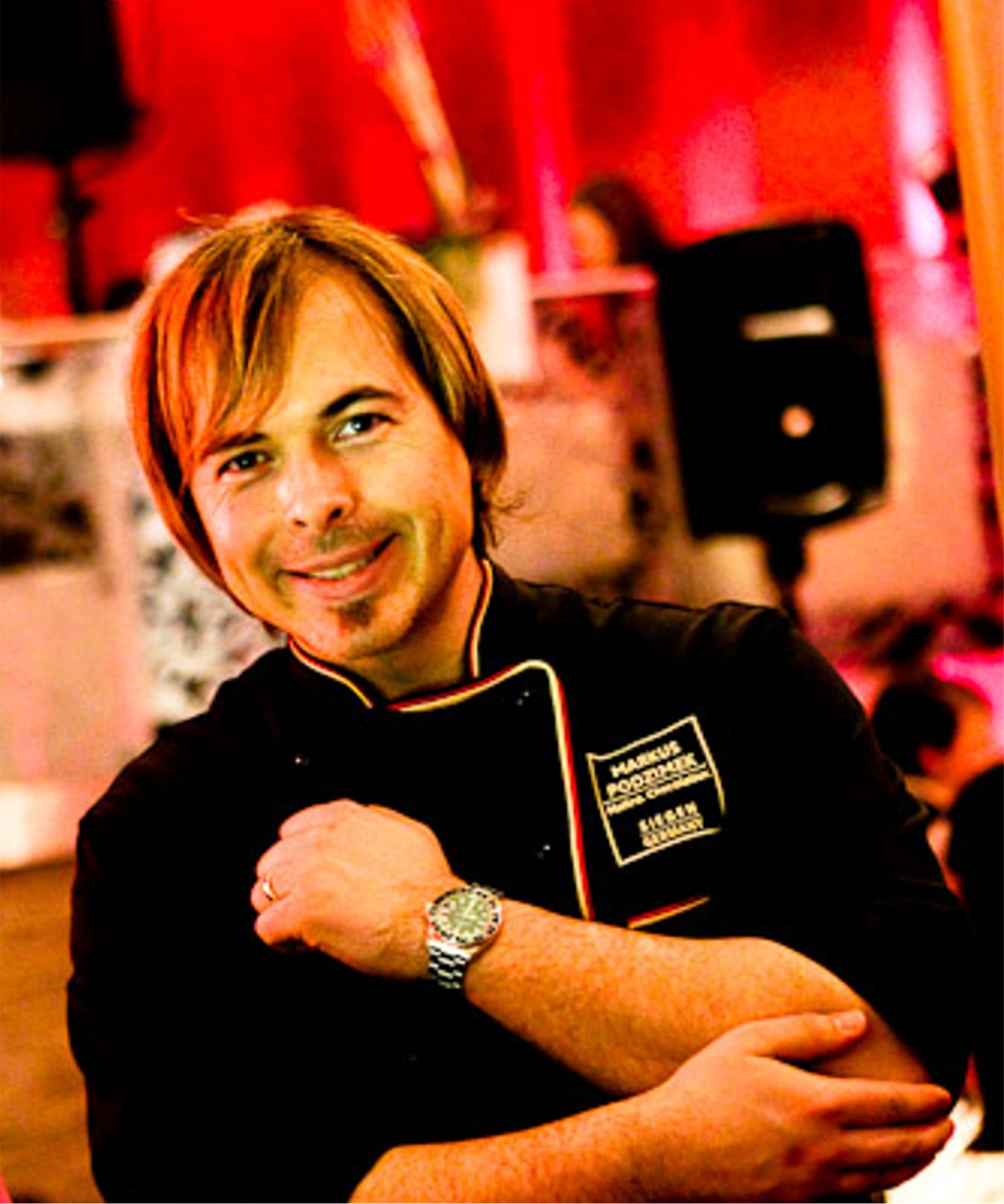
Markus Podzimek (2012)

Markus Podzimek (* 31. Oktober 1975 in Siegen) ist ein deutscher Konditormeister und Maître Chocolatier.

## Leben
Markus Podzimek wurde als Sohn des Konditormeisters Albert Podzimek und seiner Frau Susanne (geb. Heimann) in Siegen geboren. Nach dem erfolgreichen Abschluss der Schule und dem Besuch einer Handelsschule absolvierte er eine dreijährige Ausbildung zum Konditor. Es folgten Aufenthalte in verschiedenen Konditoreien in Deutschland, Frankreich und der Schweiz. Nach der Meisterprüfung an der Handwerkskammer Köln und einem Studium zum Betriebswirt des Handwerks begann Podzimek seine Karriere als Chocolatier.
Bekannt wurde er durch seine Leistungen bei dem Grand Prix der Schokoladenkunst und den World Chocolate Masters. Nachdem er bereits 2004 „Grand Prix der Schokoladenkunst“ den 3. Platz belegt hatte, wurde er 2005 in Wien mit seinem Exponat Die verlockend süße Sünde mit dem „Patisserie Oskar“ ausgezeichnet. Bei den World Chocolate Masters 2005 in Paris erreichte er mit seiner Arbeit Europa Platz 8 und zählte zu den Top 10 Chocolatiers der Welt. Zu Podzimeks Kreationen gehört die Siegener Rubenskugel. 2008 kooperierte Podzimek erstmals mit dem Winzer Sebastian Keller von Mallorca sowie 2009 mit dem Winzer und Önologen Miguel Besoain aus Chile, um die Kombination aus Wein und Schokolade zu perfektionieren. Neben Pralinen, Trüffeln und handgeschöpfter Schokolade kreiert Podzimek auch extravagante Brotaufstriche.
Markus Podzimek trat als Pâtissier regelmäßig in TV- und Radio-Shows auf. Ende 2013 startete seine eigene TV-Sendung Lecker Backen im WDR Fernsehen. 2013 wurde Markus Podzimek zum Genuss-Botschafter „NRW-Genuss“ der Region Siegerland-Wittgenstein ernannt. 2014 war er zum zweiten Mal im Feinschmecker-Handbuch eingetragen, das in Deutschland zu den wichtigsten Restaurantführern gehört. Damit gehörte „Das Naschwerk“ in Siegen zu den 450 besten Cafés und Röstereien Deutschlands.
Podzimek betrieb eine eigene Chocolaterie, ein Kaffeehaus mit Restaurant in Siegen als Flagshipstore der Confiserie Heimann und seit 2009 einen Onlineshop. Gegründet wurde das Unternehmen von Podzimeks Urgroßvater Gustav Heimann im Jahr 1912. Später umfasste es vier Filialen mit etwa 85 Mitarbeitern. Im Frühjahr 2024 ging Podzimeks Firma Naschwerk in Insolvenz. Sämtliche Filialen wurden geschlossen. Im Zuge des Insolvenzverfahren wurden kritische Stimmen laut, da Podzimek kurz vor der Bekanntgabe noch aktiv den Gutscheinverkauf beworben haben soll.
Podzimek lebt mit seiner Ehefrau im nordrhein-westfälischen Neunkirchen, wo sich auch das Stammhaus des Familienbetriebs befindet.

## Wettbewerbe und Auszeichnungen
- 2004: Internationaler Patisserie Grand Prix der Schokoladenkunst in Wien, 3. Platz[8]
- 2005: Internationaler Patisserie Grand Prix der Schokoladenkunst in Wien, 1. Platz mit Die verlockend süße Sünde
- 2005: World Chocolate Masters in Paris, 8. Platz mit Europa
- 2009: Jurymitglied beim internationalen Grand Prix der Schokoladenkunst in Wien
- 2013: Genuss-Botschafter für die Region Siegerland Wittgenstein[9]